# Fotbollsmålvakt

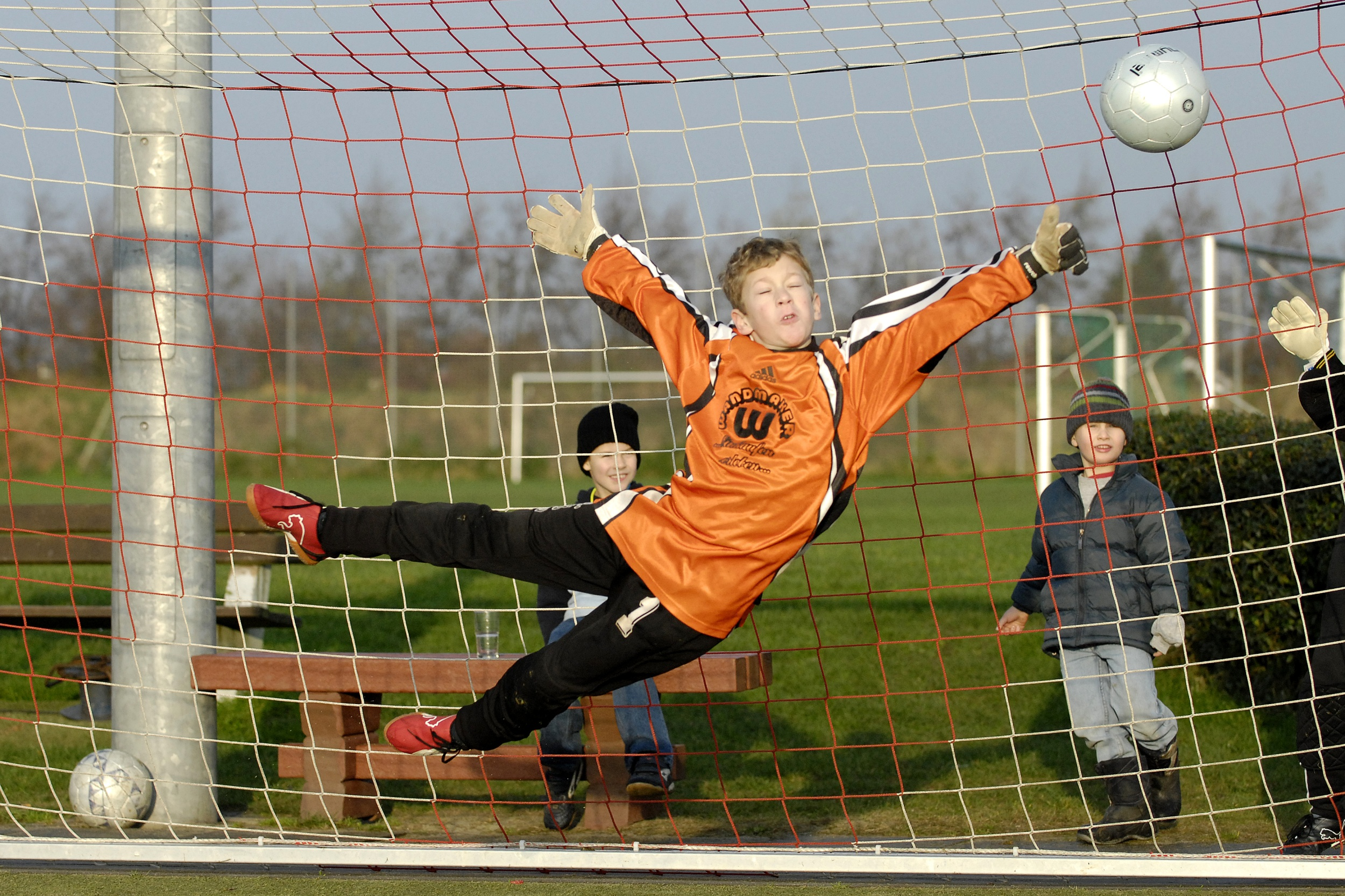
En ung fotbollsmålvakt.

En fotbollsmålvakts uppgift är inom fotboll att förhindra att motståndarna gör mål genom att se till att fotbollen aldrig kommer in i det egna lagets målbur. Målvakten är den enda spelare i laget som får vidröra bollen med händerna. Målvakten använder oftast handskar, dels för att skydda händerna dels för att få ett bättre grepp om bollen.
Flertalet fotbollsmålvakter har en aktiv karriär på mer än 20 år, en av de mest remarkabla är Peter Shiltons som var aktiv mellan 1966 och 1997. Under sin 31 år långa karriär spelade han över 1 000 tävlingsmatcher varav 125 landskamper under 20 år för England. Han spelade sin sista landskamp som 40-åring och sin sista klubblagsmatch som 47-åring. 

## Regler
Inom det egna straffområdet får målvakten använda alla kroppsdelar för att förhindra att bollen går in i eget mål samt använda händerna för att fånga och hålla i bollen. Utanför egna straffområdet ses målvakten som vilken annan spelare som helst. I enlighet med bakåtpassningsregeln får målvakten inte heller ta i bollen med händerna även om hen står i eget straffområdet om bollen medvetet passas dit av en medspelare; vid sådana tillfällen får målvakten använda huvud och fötter såsom en utespelare. Målvakten får däremot använda händerna om medspelaren passade bollen genom att nicka, brösta eller knäa den.
När fotbollsmålvakten har plockat upp bollen med händerna har hen sex sekunder på sig att sätta bollen i spel igen. Målvakten får dock inte släppa bollen med händerna och sedan plocka upp den igen – när bollen är släppt får hen bara ta i bollen med händerna efter att en motståndaren rört vid den. Bollen får inte sparkas av en utespelare om målvakten har händerna på bollen.

## Utstyrsel

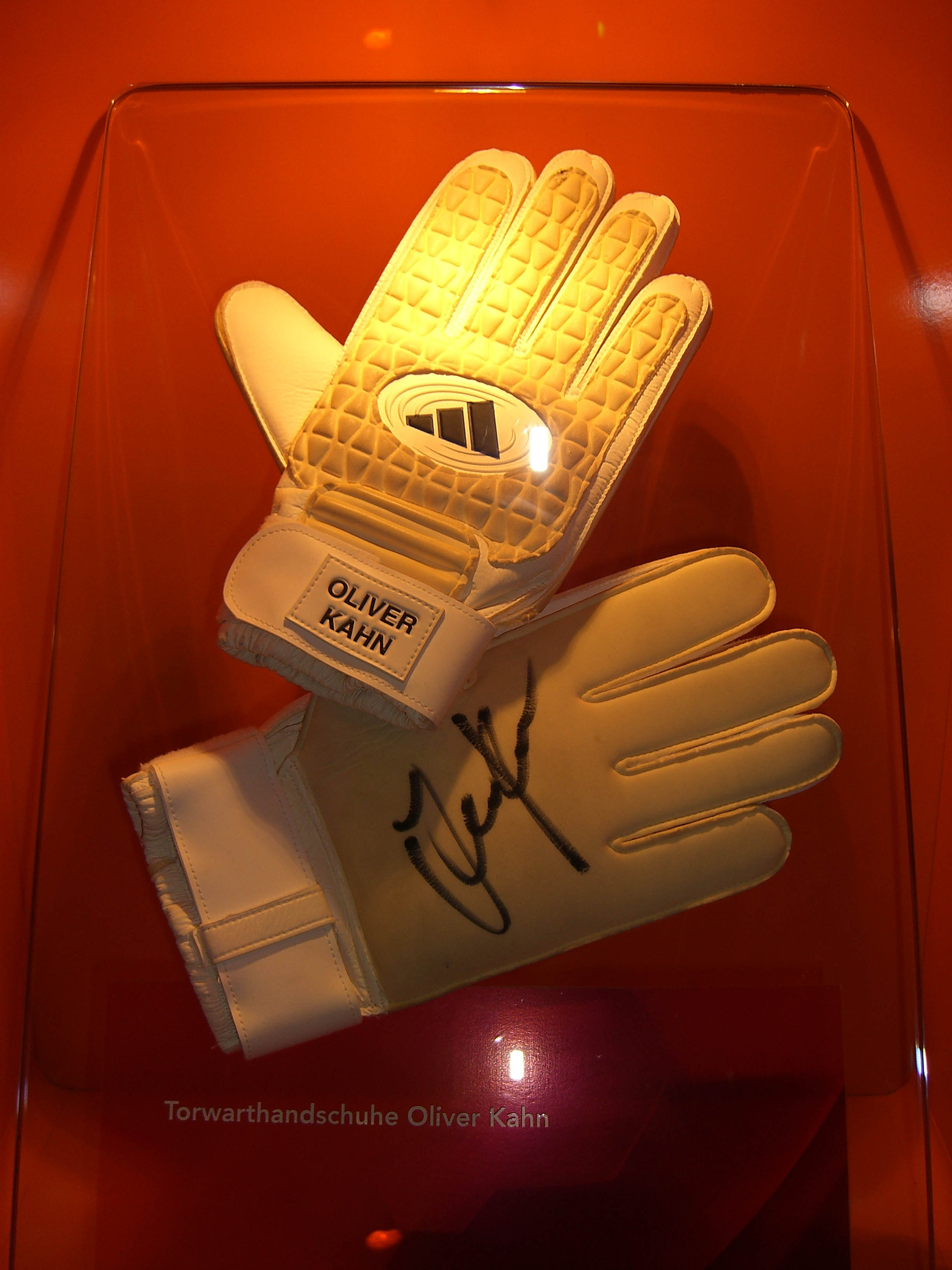
Oliver Kahns fotbollshandskar.

Traditionellt har inte målvakten samma utstyrsel som utespelarna och bär ofta en mer täckande sådan (särskilt när det är kyligt väder ute). Anledningen till detta rör sig långt bak i tiden och det var först på 1970-talet som målvakterna fick välja färg på kläderna själva. Innan dess var deras överdel begränsade till någon av färgerna grön, blå, röd och vit, förutom i internationella matcher då de oftast bar gult. De valde dock oftast gröna färger eftersom det var (och fortfarande är) väldigt få fotbollslag som bär gröna kläder. Före första världskriget kunde man bara se skillnad på utespelare och målvakt på att målvakten bar keps, men redan 1909 ombads skotska fotbollsmålvakter bära andra färger på sina tröjor än utespelarna.
Förr i tiden fanns det i princip bara två olika typer av målvaktströjor; den ena typen var en tajt undertröja eller långärmad väst och den andra typen var en tjock polotröja som var särskilt populär under matcher under vinterhalvåret. Polotröjan dog ut först på 1960-talet då allt fler började bära mer atletiska tröjor.
Fram till mitten av 1990-talet bar målvakterna oftast samma strumpor och shorts som utespelarna, men även där fanns det undantag. Peter Shilton bar under en match en helvit dräkt under det tidiga 1970-talet. Han släppte in ett långskott och många tror att det beror på att hans reflektiva kläder gjorde det lättare för motståndarna att se var han stod. Motsatsen pågick i östra Europa, där Sovjetunionens Lev Yashin och Ungerns Gyula Grosics bar helsvarta dräkter.
Inte alla målvakter tycker om kläderna de får bära; David Seaman tyckte att hans helröda dräkt fick honom att se ut som "ett paket godis" och f.d. landslagsmålvakten Chris Woods tvingades en gång bära lila strumpor när han spelade för Sheffield Wednesday. Andra lag väljer bort kläder p.g.a. skrock, i synnerhet Arsenals målvakter som aldrig bär en ny tröja såvida den inte har blivit tvättad. Beteendet började redan 1927 då Arsenalmålvakten Dan Lewis skyllde ett straffmål i FA-cupfinalen på sin nya tröja. Alan Rough ville alltid spela med nummer 11 på ryggen för tur.

## Tröjnummer

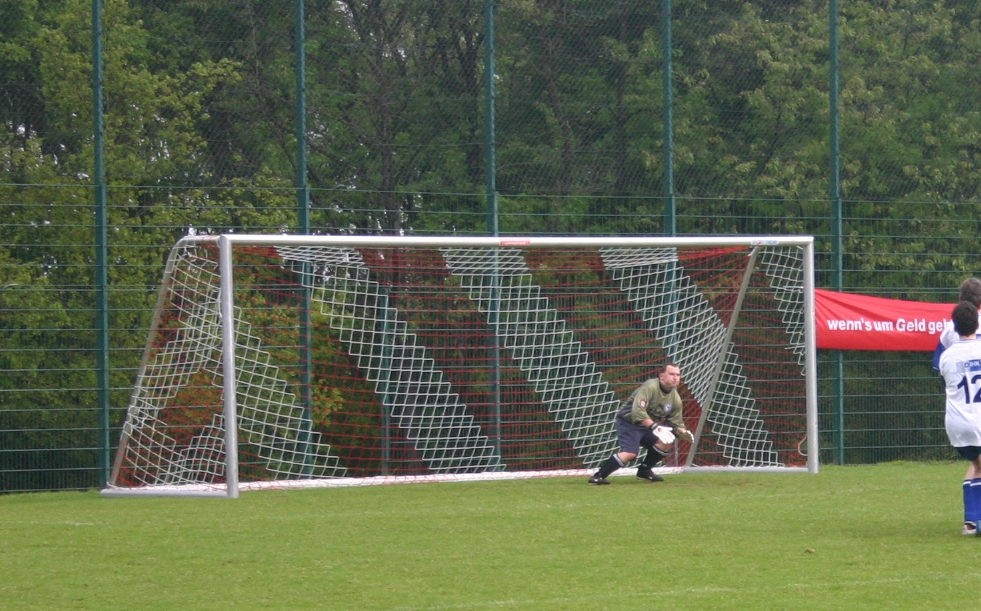
Ett fotbollsmål (målbur)

Vanligtvis har fotbollsmålvakter nummer ett på tröjan, men det finns inga regler som säger att de måste ha det. Exempelvis nederländska landslaget satte numren på spelarna i alfabetisk ordning under VM 1978, så Ruud Geels bar nummer ett.
Den tidigaste kända matchen med tröjnummer spelades i American Soccer League när Scullin Steel från St. Louis spelade finalmatchen säsongen 1922/1923. Numrerade tröjor kom inte till Storbritannien förrän 1928 då Arsenal och Chelsea spelade de två första ligamatcherna med tröjorna. Experimentet upprepades till FA-cupsfinalen 1933, men istället för att varje lag numrerades från 1 till 11 bar Evertons spelare numren 1–11 och Manchester Citys numren 12–22. Evertons målvakt fick äran att bära nummer 1, medan motståndarnas Manchester Citys målvakt fick nummer 22. Numrerade tröjor blev dock inte obligatoriskt i brittisk fotboll förrän 1939.
I internationellt spel dök numrerade tröjor upp först 1937 då England mötte Skottland (utan nummer) på Hampden Park. Nästföljande år spelades VM-finalen 1938 då flera lag använde numrerade tröjor, det var dock först i VM 1954 som tröjnummer blev obligatoriskt. Det var vid EM 1992 i Sverige som tröjnumren även kompletterades med spelarnas namn på tröjorna.

## Kända fotbollsmålvakter
| Aktiva målvakter - Claudio Bravo - Gianluigi Buffon - Iker Casillas - Petr Čech - Júlio César - Thibaut Courtois - Shay Given - Joe Hart - David James - Manuel Neuer - José Reina - Marc-André ter Stegen - Victor Valdés | Före detta målvakter - Fabien Barthez (1990–2007) - Gordon Banks (1955–1978) - Grégory Coupet (1993–2011) - Dida (1992–2009) - Magnus Hedman (1990–2006) - Andreas Isaksson (1999–2018) - Pat Jennings (1963–1986) - Oliver Kahn (1987–2008) - Sepp Maier (1962–1979) - Thomas Ravelli (1979–1999) | Före detta målvakter (fortsättning) - Edwin Van Der Sar (1990–2011) - Peter Schmeichel (1981–2003) - David Seaman (1981–2004) - Rami Shaaban (1994–2011) - Peter Shilton (1966–1997) - Harald Schumacher (1972–1996) - Kalle Svensson (1944–1962) - Francesco Toldo (1990–2010) - Lev Yashin (1949–1971) - Dino Zoff (1961–1983) |  |  |  |